# Правило леве руке
Правило леве руке помаже да се са лакоћом одреде правац и смер померања проводника (када се праволинијски проводник нађе у магнетном пољу, потковичастог магнета, долази до померања проводника које настаје због деловања магнетне силе). Правило је открио француски физичар Ампер.
Правило гласи:
| „ | Ако се длан леве руке окрене према северном полу магнета, тако да испружени прсти показују смер струје у проводнику онда палац показује правац и смер кретања проводника. | ” |